# Diagoras z Rodos

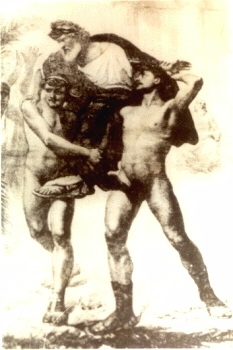
Diagoras niesiony na ramionach przez synów

Diagoras z Rodos (V w. p.n.e.) – grecki pięściarz z Ialysos na wyspie Rodos, pochodzący ze znakomitego tam rodu Eratydów założonego przez Kalianaksa.
Zwyciężał w zawodach pięściarskich podczas wszystkich ważnych agonów ogólnogreckich (w tym w igrzyskach olimpijskich z 464 p.n.e). Jego sukces w Olimpii opisywał Pindar w VII Odzie olimpijskiej, sławiąc go jako „męża co w boksie osiągnął szczyty”. Dzięki temu wiadomo dokładnie, gdzie jeszcze Diagoras odnosił zwycięstwa: na Rodos (dwukrotnie), w Koryncie (czterokrotnie), w Nemei i Atenach (wielokrotnie), w Argos, Arkadii i Pellene na Peloponezie, w Tebach (Beocja), na Eginie i w Megarach na Przesmyku Korynckim. Podobnych rekordzistów starożytni Grecy wyróżniali mianem periodoników. Do legendy starożytnych igrzysk w Olimpii przeszło głośne wydarzenie, gdy jako senior został uroczyście obniesiony wokół stadionu na ramionach synów po zwycięstwach, jakie obaj odnieśli w swych konkurencjach. Jeden z widzów miał wówczas zakrzyknąć: „Umrzyj teraz Diagorasie, bo mógłbyś już tylko wznieść się na Olimp”. Spełniony starzec natychmiast zmarł na atak serca.
Posąg Diagorasa jako olimpionika wzniesiono w świątyni w Altis. O wybitnym zawodniku wspominał również Pauzaniasz, przekazując jednocześnie informacje o uzdolnionych sportowo jego potomkach: synowie odnosili sukcesy w pięściarstwie i pankrationie, natomiast wnukowie zawodnika z sukcesami brali udział w zawodach pięściarskich. Słynne zdarzenie publicznego obnoszenia Diagorasa na ramionach przez zwycięskich synów przypomina też Cyceron w Rozmowach tuskulańskich (Tusculanae disputationes I, 111). 